# Войтов Ігор Віталійович
Ігор Віталійович Войтов (біл. Ігар Вітальевіч Войтаў; нар. 15 серпня 1961, Мінськ, БРСР) — білоруський державний діяч. З 2016 року ректор Білоруського державного технологічного університету.

## Біографія
Закінчив Білоруський політехнічний інститут (1983), Академію управління при Президентові Республіки Білорусь (1996). Доктор технічних наук. 
У 1993 - 1994 роках працював в комітеті з екології. 
У 1994—2002 роках обіймав посаду першого заступника міністра природних ресурсів.
У 2002—2005 роках — працівник Географічного факультету БДУ.
З 2005 року — заступник голови Державного комітету з науки і технологій.
26 червня 2009 року призначений головою цієї установи . Формально відставлений з посади заступника голови був тільки 3 дні після .
3 березня 2016 року призначений ректором Білоруського державного технологічного університету.

## Нагороди
12 серпня 2011 року нагороджений Почесною грамотою Ради Міністрів Республіки Білорусь.